# Piotr Myszkowski
Piotr Myszkowski (Przeciszów, 1510 – Cracovia, 5 aprile 1591) è stato un vescovo cattolico polacco, vescovo di Płock e di Cracovia, in Polonia.

## Biografia

### Primi anni di vita
Piotr Myszkowski nacque intorno al 1510 a Przeciszów nella nobile famiglia Jastrzębiec e studiò presso l'Università Jagellonica di Cracovia dal 1527. Compì ulteriori studi a Padova nel 1535 e a Roma intorno al 1542.

### Carriera nella Chiesa
Fu vescovo di Plock negli anni 1567-1577; venne trasferito al vescovado di Cracovia il 5 luglio 1577. Qui era stato vice cancelliere della Corona e segretario della Corona nel 1559 e decano della cattedrale di Cracovia nel 1560. Venne nominato canonico di Cracovia e di Gniezno.
Come vescovo di Cracovia convocò un sinodo diocesano ed ampliò i palazzi dei vescovi di Cracovia in Kielce e Bodzentyn. Sostenne i gesuiti e i domenicani.

### Carriera di governo
Fu un segretario reale e uno dei firmatari della legge di Unione di Lublino nel 1569. Nel 1575 firmò per l'elezione dell'imperatore Massimiliano II d'Asburgo.
Morì il 5 aprile 1591 a Cracovia e fu sepolto nella Cappella Myszkowski della chiesa dei Domenicani, nella tomba di famiglia.

## Successione apostolica
La successione apostolica è:
- Vescovo Jakub Milewski (1578)
- Arcivescovo Wojciech Baranowski (1585)